# Interchernes clarkorum
Interchernes clarkorum är en spindeldjursart som beskrevs av William B. Muchmore 1980. Interchernes clarkorum ingår i släktet Interchernes och familjen blindklokrypare. Inga underarter finns listade i Catalogue of Life.